# 62. Grammy-gála
A 62. Grammy-gála 2020. január 26-án került megrendezése a Staples Centerben, Los Angelesben. A díjakat a 2018. október 1. és 2019. augusztus 31. között megjelent felvételek nyerhették el. Alicia Keys, amerikai énekesnő volt a ceremónia műsorvezetője, mint 2019-ben is.
Lizzo szerezte a legtöbb jelölést, nyolccal, amelyet Billie Eilish és Lil Nas X követett hattal. Finneas nyerte el a legtöbb díjat, hattal. Eilish lett az első előadó Christopher Cross óta (1981), aki elnyerte mind a négy fő kategóriát, az Év felvétele, az Év albuma, az Év dala és a Legjobb új előadó díjat.
Tíz nappal a ceremónia előtt bejelentette az Amerikai Hanglemez-akadémia, hogy Deborah Dugan eltávozott pozíciójáról, mint a szervezet elnöke és vezérigazgatója. Dugan azt, mondta, hogy korrupt és saját kedvenceinek adja a díjakat. A ceremóniát Kobe Bryant halálának napján tartották, akinek emlékére fellépett a Keys és a Boyz II Men.

## Győztesek
A győztesek jelennek meg először, kiemelve.

### Általános
Az év felvétele
- "Bad Guy" – Billie Eilish
  - Finneas O’Connell, producer; Rob Kinelski & Finneas O’Connell, hangmérnökök/keverés; John Greenham, master
- "Hey, Ma" – Bon Iver
  - Brad Cook, Chris Messina & Justin Vernon, producerek; Zach Hansen & Chris Messina, hangmérnökök/keverés; Greg Calbi, master
- "7 Rings" – Ariana Grande
  - Charles Anderson, Tommy Brown, Michael Foster & Victoria Monét, producerek; Serban Ghenea, John Hanes, Billy Hickey & Brendan Morawski, hangmérnökök/keverés; Randy Merrill, master
- "Hard Place" – H.E.R.
  - Rodney "Darkchild" Jerkins, producer; Joseph Hurtado, Jaycen Joshua, Derek Keota & Miki Tsutsumi, hangmérnökök/keverés; Colin Leonard, master
- "Talk" – Khalid
  - Disclosure & Denis Kosiak, producerek; Ingmar Carlson, Jon Castelli, Josh Deguzman, John Kercy, Denis Kosiak, Guy Lawrence & Michael Romero, hangmérnökök/keverés; Dale Becker, master
- "Old Town Road" – Lil Nas X, Billy Ray Cyrus közreműködésével
  - Andrew "VoxGod" Bolooki, Jocelyn "Jozzy" Donald & YoungKio, producerek; Andrew "VoxGod" Bolooki & Cinco, hangmérnökök/keverés; Eric Lagg, master
- "Truth Hurts" – Lizzo
  - Ricky Reed & Tele, producerek; Chris Galland, Manny Marroquin & Ethan Shumaker, hangmérnökök/keverés; Chris Gehringer, master
- "Sunflower" – Post Malone & Swae Lee
  - Louis Bell & Carter Lang, producerek; Louis Bell & Manny Marroquin, hangmérnökök/keverés; Mike Bozzi, master

Az év albuma
- When We All Fall Asleep, Where Do We Go? – Billie Eilish
  - Finneas O’Connell, producer; Rob Kinelski & Finneas O’Connell, hangmérnökök/keverés; Billie Eilish & Finneas O’Connell, dalszerzők; John Greenham, master
- I, I – Bon Iver
  - Brad Cook, Chris Messina & Justin Vernon, producerek; Zach Hansen & Chris Messina, hangmérnökök/keverés; BJ Burton, Brad Cook & Justin Vernon, dalszerzők; Greg Calbi, master
- Norman Fucking Rockwell – Lana Del Rey
  - Jack Antonoff & Lana Del Rey, producerek; Jack Antonoff & Laura Sisk, hangmérnökök/keverés; Jack Antonoff & Lana Del Rey, dalszerzők; Chris Gehringer, master
- Thank U, Next – Ariana Grande
  - Tommy Brown, Ilya, Max Martin & Victoria Monét, producerek; Serban Ghenea, Sam Holland, & Brendan Morawski, hangmérnökök/keverés; Tommy Brown, Ariana Grande, Savan Kotecha, Max Martin, Victoria Monét, Tayla Parx & Ilya Salmanzadeh, dalszerzők; Randy Merrill, master
- I Used to Know Her – H.E.R.
  - David "Swagg R'Celious" Harris, H.E.R., Walter Jones & Jeff Robinson, producerek; Miki Tsutsumi, engineer/keverés; Sam Ashworth, Jeff "Gitty" Gitelman, David "Swagg R'Celious" Harris & H.E.R., dalszerzők; Dave Kutch, master
- 7 – Lil Nas X
  - Montero Lamar Hill, dalszerző; Eric Lagg, master
- Cuz I Love You (Deluxe) – Lizzo
  - Ricky Reed, producer; Manny Marroquin & Ethan Shumaker, hangmérnökök/keverés; Eric Frederic & Melissa Jefferson, dalszerzők; Chris Gehringer, master
- Father of the Bride – Vampire Weekend
  - Ezra Koenig & Ariel Rechtshaid, producerek; John DeBold, Chris Kasych, Takemasa Kosaka, Ariel Rechtshaid & Hiroya Takayama, hangmérnökök/keverés; Ezra Koenig, dalszerző; Emily Lazar, master

Az év dala
- "Bad Guy"
  - Billie Eilish O'Connell & Finneas O’Connell, dalszerzők (Billie Eilish)
- "Always Remember Us This Way"
  - Natalie Hemby, Lady Gaga, Hillary Lindsey & Lori McKenna, dalszerzők (Lady Gaga)
- "Bring My Flowers Now"
  - Brandi Carlile, Phil Hanseroth, Tim Hanseroth & Tanya Tucker, dalszerzők (Tanya Tucker)
- "Hard Place"
  - Ruby Amanfu, Sam Ashworth, D. Arcelious Harris, H.E.R. & Rodney Jerkins, dalszerzők (H.E.R.)
- "Lover"
  - Taylor Swift, dalszerző (Taylor Swift)
- "Norman Fucking Rockwell"
  - Jack Antonoff & Lana Del Rey, dalszerzők (Lana Del Rey)
- "Someone You Loved"
  - Tom Barnes, Lewis Capaldi, Pete Kelleher, Benjamin Kohn & Sam Roman, dalszerzők (Lewis Capaldi)
- "Truth Hurts"
  - Steven Cheung, Eric Frederic, Melissa Jefferson & Jesse Saint John, dalszerzők (Lizzo)

Legjobb új előadó
- Billie Eilish
- Black Pumas
- Lil Nas X
- Lizzo
- Maggie Rogers
- Rosalía
- Tank and the Bangas
- Yola

### Pop
Legjobb szóló popénekes teljesítmény
- "Truth Hurts" – Lizzo
- "Spirit" – Beyoncé
- "Bad Guy" – Billie Eilish
- "7 Rings" – Ariana Grande
- "You Need to Calm Down" – Taylor Swift

Legjobb popduó vagy -együttes teljesítmény
- "Old Town Road" – Lil Nas X, Billy Ray Cyrus közreműködésével
- "Boyfriend" – Ariana Grande és Social House
- "Sucker" – Jonas Brothers
- "Sunflower" – Post Malone & Swae Lee
- "Señorita" – Shawn Mendes & Camila Cabello

Legjobb tradicionális vokális pop album
- Look Now – Elvis Costello & The Imposters
- Sì – Andrea Bocelli
- Love (Deluxe Edition) – Michael Bublé
- A Legendary Christmas – John Legend
- Walls – Barbra Streisand

Legjobb popalbum
- When We All Fall Asleep, Where Do We Go? – Billie Eilish
- The Lion King: The Gift – Beyoncé
- Thank U, Next – Ariana Grande
- No.6 Collaborations Project – Ed Sheeran
- Lover – Taylor Swift

### Dance/elektronikus zene
Legjobb tánczenei felvétel
- "Got to Keep On" – The Chemical Brothers
  - The Chemical Brothers, producerek; Steve Dub Jones & Tom Rowlands, keverés
- "Linked" – Bonobo
  - Simon Green, producer; Bonobo, keverés
- "Piece of Your Heart" – Meduza, Goodboys közreműködésével
  - Simone Giani, Luca De Gregorio & Mattia Vitale, producerek; Simone Giani, Luca De Gregorio & Mattia Vitale, keverés
- "Underwater" – Rüfüs Du Sol
  - Jason Evigan & Rüfüs Du Sol, producerek; Cassian Stewart-Kasimba, keverés
- "Midnight Hour" – Skrillex & Boys Noize, Ty Dolla $ign közreműködésével
  - Boys Noize & Skrillex, producerek; Skrillex, keverés

Legjobb dance/elektronikus album
- No Geography – The Chemical Brothers
- LP5 – Apparat
- Hi This Is Flume (Mixtape) – Flume
- Solace – Rüfüs Du Sol
- Weather – Tycho

### Kortárs hangszeres zene
Legjobb instrumentális popalbum
- Mettavolution – Rodrigo y Gabriela
- Ancestral Recall – Christian Scott aTunde Adjuah
- Star People Nation – Theo Croker
- Beat Music! Beat Music! Beat Music! – Mark Guiliana
- Elevate – Lettuce

### Rock
Legjobb rock előadás
- "This Land" – Gary Clark Jr.
- "Pretty Waste" – Bones UK
- "History Repeats" – Brittany Howard
- "Woman" – Karen O & Danger Mouse
- "Too Bad" – Rival Sons

Legjobb metal előadás
- "7empest" – Tool
- "Astorolus – The Great Octopus" – Candlemass, Tony Iommi közreműködésével
- "Humanicide" – Death Angel
- "Bow Down" – I Prevail
- "Unleashed" – Killswitch Engage

Legjobb rockdal
- "This Land"
  - Gary Clark Jr., dalszerző (Gary Clark Jr.)
- "Fear Inoculum"
  - Danny Carey, Justin Chancellor, Adam Jones & Maynard James Keenan, dalszerzők (Tool)
- "Give Yourself a Try"
  - George Daniel, Adam Hann, Matthew Healy & Ross MacDonald, dalszerzők (The 1975)
- "Harmony Hall"
  - Ezra Koenig, dalszerző (Vampire Weekend)
- "History Repeats"
  - Brittany Howard, dalszerző (Brittany Howard)

Legjobb rockalbum
- Social Cues – Cage the Elephant
- Amo – Bring Me the Horizon
- In the End – The Cranberries
- Trauma – I Prevail
- Feral Roots – Rival Sons

### Alternatív
Legjobb alternatív zenei album
- Father of the Bride – Vampire Weekend
- U.F.O.F. – Big Thief
- Assume Form – James Blake
- I, I – Bon Iver
- Anima – Thom Yorke

### R&B
Legjobb R&B előadás
- "Come Home" – Anderson .Paak, André 3000 közreműködésével
- "Love Again" – Daniel Caesar & Brandy
- "Could've Been" – H.E.R., Bryson Tiller közreműködésével
- "Exactly How I Feel" – Lizzo, Gucci Mane közreműködésével
- "Roll Some Mo" – Lucky Daye

Legjobb hagyományos R&B előadás
- "Jerome" – Lizzo
- "Time Today" – BJ the Chicago Kid
- "Steady Love" – India Arie
- "Real Games" – Lucky Daye
- "Built for Love" – PJ Morton, Jazmine Sullivan közreműködésével

Legjobb R&B dal
- "Say So"
  - PJ Morton, dalszerző (PJ Morton, JoJo közreműködésével)
- "Could've Been"
  - Dernst Emile II, David "Swagg R’Celious" Harris, H.E.R. & Hue "Soundzfire" Strother, dalszerzők (H.E.R., Bryson Tiller közreműködésével)
- "Look at Me Now"
  - Emily King & Jeremy Most, dalszerzők (Emily King)
- "No Guidance"
  - Chris Brown, Tyler James Bryant, Nija Charles, Aubrey Graham, Anderson Hernandez, Michee Patrick Lebrun, Joshua Lewis, Noah Shebib & Teddy Walton, dalszerzők (Chris Brown, Drake közreműködésével)
- "Roll Some Mo"
  - David Brown, Dernst Emile II & Peter Lee Johnson, dalszerzők (Lucky Daye)

Legjobb kortárs városi album kategóriában
- Cuz I Love You (Deluxe) – Lizzo
- Apollo XXI – Steve Lacy
- Overload – Georgia Anne Muldrow
- Saturn – NAO
- Being Human in Public – Jessie Reyez

Legjobb R&B album
- Ventura – Anderson .Paak
- 1123 – BJ the Chicago Kid
- Painted – Lucky Daye
- Ella Mai – Ella Mai
- Paul – PJ Morton

### Rap
Legjobb rap előadás
- "Racks in the Middle" – Nipsey Hussle, Roddy Ricch & Hit-Boy közreműködésével
- "Middle Child" – J. Cole
- "Suge" – DaBaby
- "Down Bad" – Dreamville; JID, Bas, J. Cole, EarthGang & Young Nudy közreműködésével
- "Clout" – Offset, Cardi B közreműködésével

Legjobb rap/ének együttműködés
- "Higher" – DJ Khaled, Nipsey Hussle & John Legend közreműködésével
- "Drip Too Hard" – Lil Baby & Gunna
- "Panini" – Lil Nas X
- "Ballin" – Mustard, Roddy Ricch közreműködésével
- "The London" – Young Thug; J. Cole & Travis Scott közreműködésével

Legjobb rap dal
- "A Lot"
  - Jermaine Cole, Dacoury Natche, 21 Savage & Anthony White, dalszerzők (21 Savage, J. Cole közreműködésével)
- "Bad Idea"
  - Chancelor Bennett, Cordae Dunston, Uforo Ebong & Daniel Hackett, dalszerzők (YBN Cordae, Chance the Rapper közreműködésével)
- "Gold Roses"
  - Noel Cadastre, Aubrey Graham, Anderson Hernandez, Khristopher Riddick-Tynes, William Leonard Roberts II, Joshua Quinton Scruggs, Leon Thomas III & Ozan Yildirim, dalszerzők (Rick Ross, Drake közreműködésével)
- "Racks in the Middle"
  - Ermias Asghedom, Dustin James Corbett, Greg Allen Davis, Chauncey Hollis Jr. & Rodrick Moore, dalszerzők (Nipsey Hussle, Roddy Ricch & Hit-Boy közreműködésével)
- "Suge"
  - DaBaby, Jetsonmade & Pooh Beatz, dalszerzők (DaBaby)

Legjobb Rap album
- Igor – Tyler, the Creator

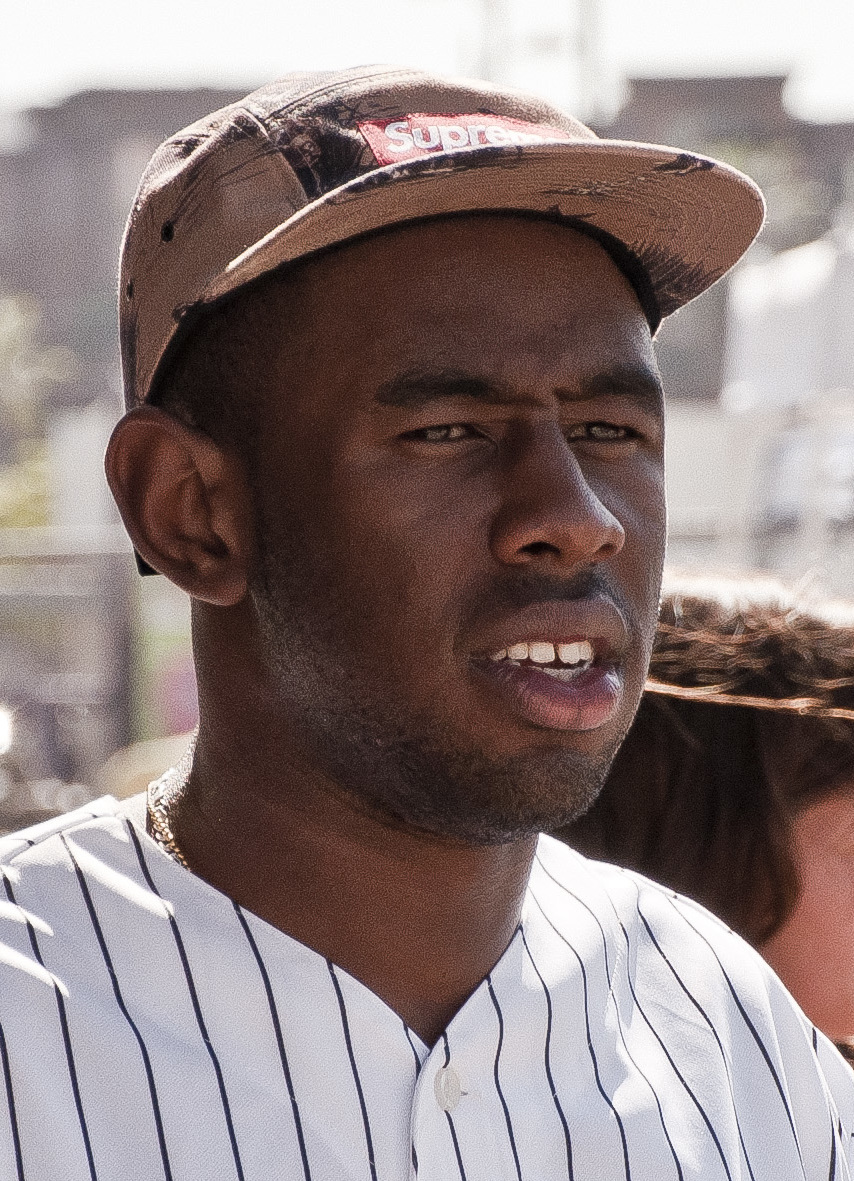
Tyler, the Creator csalódását fejezte ki, hogy albumát, az Igor-t rap kategóriában nevezték pop helyett és kétélű bóknak nevezte

- Revenge of the Dreamers III – Dreamville
- Championships – Meek Mill
- I Am > I Was – 21 Savage
- The Lost Boy – YBN Cordae

### Country
Legjobb country szóló előadás
- "Ride Me Back Home" – Willie Nelson
- "All Your'n" – Tyler Childers
- "Girl Goin' Nowhere" – Ashley McBryde
- "God's Country" – Blake Shelton
- "Bring My Flowers Now" – Tanya Tucker

Legjobb country duó/csapat előadás
- "Speechless" – Dan + Shay
- "Brand New Man" – Brooks & Dunn és Luke Combs
- "I Don't Remember Me (Before You)" – Brothers Osborne
- "The Daughters" – Little Big Town
- "Common" – Maren Morris, Brandi Carlile közreműködésével

Legjobb country dal
- "Bring My Flowers Now"
  - Brandi Carlile, Phil Hanseroth, Tim Hanseroth & Tanya Tucker, dalszerzők (Tanya Tucker)
- "Girl Goin' Nowhere"
  - Jeremy Bussey & Ashley McBryde, dalszerzők (Ashley McBryde)
- "It All Comes Out in the Wash"
  - Miranda Lambert, Hillary Lindsey, Lori McKenna & Liz Rose, dalszerzők (Miranda Lambert)
- "Some of It"
  - Eric Church, Clint Daniels, Jeff Hyde & Bobby Pinson, dalszerzők (Eric Church)
- "Speechless"
  - Shay Mooney, Jordan Reynolds, Dan Smyers & Laura Veltz, dalszerzők (Dan + Shay)

Legjobb country album
- While I'm Livin' – Tanya Tucker
- Desperate Man – Eric Church
- Stronger Than the Truth – Reba McEntire
- Interstate Gospel – Pistol Annies
- Center Point Road – Thomas Rhett

### New age
Legjobb New Age album
- Wings – Peter Kater
- Fairy Dreams – David Arkenstone
- Homage to Kindness – David Darling
- Verve – Sebastian Plano
- Deva – Deva Premal

### Jazz
Legjobb improvizált jazz szóló
- "Sozinho" – Randy Brecker, szólóista
- "Elsewhere" – Melissa Aldana, szólóista
- "Tomorrow Is the Question" – Julian Lage, szólóista
- "The Windup" – Branford Marsalis, szólóista
- "Sightseeing" – Christian McBride, szólóista

Legjobb vokális jazzalbum
- 12 Little Spells – Esperanza Spalding
- Thirsty Ghost – Sara Gazarek
- Love & Liberation – Jazzmeia Horn
- Alone Together – Catherine Russell
- ScreenPlay – The Tierney Sutton Band

Legjobb jazz instrumentális album
- Finding Gabriel – Brad Mehldau
- In the Key of the Universe – Joey DeFrancesco
- The Secret Between the Shadow and the Soul – Branford Marsalis Quartet
- Christian McBride's New Jawn – Christian McBride
- Come What May – Joshua Redman Quartet

Legjobb jazz nagyegyüttes album
- The Omni-American Book Club – Brian Lynch Big Band
- Triple Helix – Anat Cohen Tentet
- Dancer in Nowhere – Miho Hazama és m unit
- Hiding Out – Mike Holober & The Gotham Jazz Orchestra
- One Day Wonder – Terraza Big Band

Legjobb latinjazz album
- Antidote – Chick Corea & The Spanish Heart Band
- Sorte!: Music By John Finbury – Thalma de Freitas, Vítor Gonçalves, John Patitucci, Chico Pinheiro, Rogerio Boccato & Duduka Da Fonseca
- Una Noche con Rubén Blades – Jazz at Lincoln Center Orchestra, Wynton Marsalis & Rubén Blades
- Carib – David Sánchez
- Sonero: The Music of Ismael Rivera – Miguel Zenón

### Gospel/kortárs keresztény zene
Legjobb gospel dal
- "Love Theory"
  - Kirk Franklin, dalszerző (Kirk Franklin)
- "Talkin' 'Bout Jesus"
  - Bryan Fowler, Gloria Gaynor & Chris Stevens, dalszerzők (Gloria Gaynor, Yolanda Adams közreműködésével)
- "See the Light"
  - Travis Greene & Jekalyn Carr, dalszerzők (Travis Greene, Jekalyn Carr közreműködésével)
- "Speak the Name"
  - Koryn Hawthorne & Natalie Grant, dalszerzők (Koryn Hawthorne, Natalie Grant közreműködésével)
- "This Is a Move (Live)"
  - Tony Brown, Brandon Lake, Tasha Cobbs Leonard & Nate Moore, dalszerzők (Tasha Cobbs Leonard)

Legjobb kortárs keresztény zenei dal
- "God Only Knows"
  - Josh Kerr, Jordan Reynolds, Joel Smallbone, Luke Smallbone & Tedd Tjornhom, dalszerzők (for KING & COUNTRY & Dolly Parton)
- "Only Jesus"
  - Mark Hall, Bernie Herms & Matthew West, dalszerzők (Casting Crowns)
- "Haven't Seen It Yet"
  - Danny Gokey, Ethan Hulse & Colby Wedgeworth, dalszerzők (Danny Gokey)
- "God's Not Done with You (Single Version)"
  - Tauren Wells, dalszerző (Tauren Wells)
- "Rescue Story"
  - Ethan Hulse, Andrew Ripp, Jonathan Smith & Zach Williams, dalszerzők (Zach Williams)

Legjobb gospel album
- Long Live Love – Kirk Franklin
- Goshen Donald Lawrence Presents the Tri – City Singers
- Tunnel Vision – Gene Moore
- Settle Here – William Murphy
- Something's Happening! A Christmas Album – CeCe Winans

Legjobb kortárs keresztény zenei album
- Burn the Ships – for KING & COUNTRY
- I Know a Ghost – Crowder
- Haven't Seen It Yet – Danny Gokey
- The Elements – TobyMac
- Holy Roar – Chris Tomlin

Legjobb roots gospel album
- Testimony – Gloria Gaynor
- Deeper Roots: Where the Bluegrass Grows – Steven Curtis Chapman
- Deeper Oceans – Joseph Habedank
- His Name Is Jesus – Tim Menzies
- Gonna Sing, Gonna Shout – Various artists; Jerry Salley, producer

### Reggae
Legjobb reggae album
- Rapture – Koffee
- As I Am – Julian Marley
- The Final Battle: Sly & Robbie vs. Roots Radics – Sly and Robbie & Roots Radics
- Mass Manipulation – Steel Pulse
- More Work to Be Done – Third World

### Produceri munka, nem klasszikus
Legjobb hangmérnöki munka, nem klasszikus
- When We All Fall Asleep, Where Do We Go?
  - Rob Kinelski & Finneas O’Connell, hangmérnökök; John Greenham, master (Billie Eilish)
- All These Things
  - Tchad Blake, Adam Greenspan & Roderick Shearer, hangmérnökök; Bernie Grundman, master (Thomas Dybdahl)
- Ella Mai
  - Chris "Shaggy" Ascher, Jaycen Joshua & David Pizzimenti, hangmérnökök; Chris Athens, master (Ella Mai)
- Run Home Slow
  - Paul Butler & Sam Teskey, hangmérnökök; Joe Carra, master (The Teskey Brothers)
- Scenery
  - Tom Elmhirst, Ben Kane & Jeremy Most, hangmérnökök; Bob Ludwig, master (Emily King)

Az év producere, nem klasszikus
- Finneas
  - When We All Fall Asleep, Where Do We Go? (Billie Eilish)
- Jack Antonoff
  - Arizona Baby (Kevin Abstract)
  - Lover (Taylor Swift)
  - Norman Fucking Rockwell (Lana Del Rey)
  - Red Hearse (Red Hearse)
- Dan Auerbach
  - The Angels in Heaven Done Signed My Name (Leo Bud Welch)
  - "Let's Rock" (The Black Keys)
  - Mockingbird (The Gibson Brothers)
  - Myth of a Man (Night Beats)
  - Southern Gentleman (Dee White)
  - Walk Through Fire (Yola)
- John Hill
  - "Heat of the Summer" (Young The Giant)
  - "Hundred" (Khalid)
  - "No Drug like Me" (Carly Rae Jepsen)
  - "Outta My Head" (Khalid és John Mayer)
  - Social Cues (Cage The Elephant)
  - "Superposition" (Young The Giant)
  - "Too Much" (Carly Rae Jepsen)
  - "Vertigo" (Khalid)
  - "Zero" (a Ralph lezúzza a netet filmből) (Imagine Dragons)
- Ricky Reed
  - Almost Free (Fidlar)
  - "Burning" (Maggie Rogers)
  - "Confidence" (X Ambassadors, K.Flay közreműködésével)
  - "Juice" (Lizzo)
  - "Kingdom of One" (Maren Morris)
  - "Power Is Power" (SZA, The Weekend & Travis Scott közreműködésével)
  - "Tempo" (Lizzo, Missy Elliott közreműködésével)
  - "Truth Hurts" (Lizzo)
  - The Wrong Man (Ross Golan)

Legjobb remixelt felvétel
- "I Rise" (Tracy Young's Pride Intro Radio Remix)
  - Tracy Young, remix (Madonna)
- "Mother's Daughter" (Wuki Remix)
  - Wuki, remix (Miley Cyrus)
- "The One" (High Contrast Remix)
  - Lincoln Barrett, remix (Jorja Smith)
- "Swim" (Ford. Remix)
  - Luc Bradford, remix (Mild Minds)
- "Work It" (Soulwax Remix)
  - David Gerard C Dewaele & Stephen Antoine C Dewaele, remix (Marie Davidson)

### Videóklip/zene
Legjobb videóklip
- "Old Town Road" (Official Movie) – Lil Nas X & Billy Ray Cyrus
  - Calmatic, rendező; Candice Dragonas, Melissa Larsen & Saul Levitz, producer
- "We've Got to Try" – The Chemical Brothers
  - Ninian Doff, rendező; Ellie Fry, producer
- "This Land" – Gary Clark Jr.
  - Savanah Leaf, rendező; Jason Cole, Danielle Hinde, Alicia Martinez & Devin Sarno, producer, producer
- "Cellophane" – FKA Twigs
  - Andrew Thomas Huang, rendező; Alex Chamberlain, producer
- "Glad He's Gone" – Tove Lo
  - Vania Heymann & Gal Muggia: rendezők; Natan Schottenfels: producer

Legjobb hosszú zenei videó
- Homecoming – Beyoncé
  - Beyoncé Knowles-Carter & Ed Burke, rendezők; Steve Pamon & Erinn Williams, producer
- David Crosby: Remember My Name – David Crosby
  - A.J. Eaton, rendező; Cameron Crowe, Michele Farinola & Greg Mariotti, producer
- Birth of the Cool – (Miles Davis)
  - Stanley Nelson, rendező; Nicole London, producer
- Shangri-La – Various artists
  - Morgan Neville, rendező; Emma Baiada, producer
- Anima – Thom Yorke
  - Paul Thomas Anderson, rendező; Paul Thomas Anderson, Erica Frauman & Sara Murphy, producer

## Fellépők

### Premier
| Előadó(k)                              | Dal          |
| -------------------------------------- | ------------ |
| Chick Corea and the Spanish Heart Band | House Band   |
| I'm with Her                           | Call My Name |
| Angélique Kidjo                        | Afirika      |
| Nicola Benedetti                       | hangszeres   |
| Yola                                   | Faraway Look |

### Ceremónia
| Előadó(k) | Dal(ok)                                                                             |
| --- | ----------------------------------------------------------------------------------- |
| Lizzo | Cuz I Love You Truth Hurts                                                          |
| Alicia KeysBoyz II Men | Kobe Bryant emlékéreIt's So Hard to Say Goodbye to Yesterday                        |
| Blake Shelton Gwen Stefani | Nobody but You                                                                      |
| Alicia Keys | A jelölt énekes tiszteletére Lewis Capaldi Someone You Loved című dalának dallamára |
| Jonas Brothers | Five More Minutes What a Man Gotta Do                                               |
| Tyler, The CreatorBoyz II Men Charlie Wilson | Earfquake New Magic Wand                                                            |
| UsherFKA Twigs Sheila E. | Prince emlékéreLittle Red Corvette When Doves Cry Kiss                              |
| Camila Cabello | First Man                                                                           |
| Tanya Tucker Brandi Carlile | Bring My Flowers Now                                                                |
| Ariana Grande | Imagine My Favorite Things 7 Rings Thank U, Next                                    |
| Billie EilishFinneas | When the Party’s Over                                                               |
| AerosmithRun-DMC | Livin’ on the Edge Walk This Way                                                    |
| Lil Nas XBilly Ray CyrusBTSDiploMason Ramsey Nas | Old Town RoadRodeo                                                                  |
| Demi Lovato | Anyone                                                                              |
| DJ Khaled Kirk Franklin John LegendMeek MillRoddy RicchYG                                                                                                   | Nipsey Hussle emlékéreLetter to Nipsey Higher                                       |
| Rosalía | Juro Qué Malamente                                                                  |
| Alicia KeysBrittany Howard | Underdog                                                                            |
| H.E.R. | Sometimes                                                                           |
| Bonnie Raitt | John Prine emlékéreAngel from Montgomery                                            |
| Gary Clark Jr. The Roots | This Land                                                                           |
| Trombone ShortyOrleans Avenue Preservation Hall Jazz Band                                                                                                   | Dr. John emlékére                                                                   |
| Ben PlattCyndi LauperJohn LegendJoshua David Bell Debbie Allen Misty Copeland Camila Cabello Gary Clark Jr. Lang Lang The War and Treaty Lee Curreri Common | A zenetanítás és Kenneth Ehrlich tiszteletéreI Sing the Body Electric               |

## Műsorvezetők

### Premier
- Imogen Heap – a Premier ceremónia műsorvezetője
- Kimie Miner – átadta a Packaging, Notes, Történelmi, Hangmérnöki, Remix, Surround Sound és Videóklip/film díjakat
- Esperanza Spalding – átadta a New Age, American Roots, Reggae, Gyerekzene, Beszéd, Dance és Kortárs instrumentális díjakat
- Luis Fonsi – átadta a Dalszerző, Hangszerelés, Jazz és Country díjakat
- PJ Morton – átadta a Gospel, Latin és Rap díjakat
- Natalia Joachim – átadta a klasszikus zenei díjakat
- Jimmy Jam – átadta a Zenei Színház, Rock, Alternatív és R&B díjakat

### Ceremónia
- Alicia Keys – fő műsorvezető
- Billy Porter – bemutatta a Jonas Brothers-t
- Keith Urban & Cynthia Erivo – átadta a legjobb szóló popénekes teljesítmény díjat
- Trevor Noah – bemutatta Tyler, the Creator-t
- Shania Twain & Bebe Rexha – átadta a Legjobb country duó/csapat előadás díjat
- Jim Gaffigan – bemutatta Camila Cabello-t
- Brandi Carlile és Tanya Tucker – átadta a Legjobb komédia album díjat
- Ben Platt – bemutatta Ariana Grande-t
- Common – bemutatta az Aerosmith-t és a Run-DMC-t
- Issa Rae – átadta a Legjobb rap album díjat
- Ellen DeGeneres – bemutatta Lil Nas X-t
- Greta Gerwig – bemutatta Demi Lovato-t
- Ava DuVernay – bemutatta a Nipsey Hussle-emlékfellépést
- Smokey Robinson és Little Big Town – átadta az Év dala díjat
- Ozzy és Sharon Osbourne – átadta a Legjobb rap/ének együttműködés díjat és bemutatta H.E.R.-t
- Alicia Keys és Dua Lipa – átadta az Legjobb új előadó
- John Legend – bemutatta a Kenneth Ehrlich-emlékfellépést
- LL Cool J – átadta az Év albuma díjat
- Stevie Wondert bejelentették műsorvezetőként, de nem jelent meg a ceremónián